# Álvaro Figueroa Torres

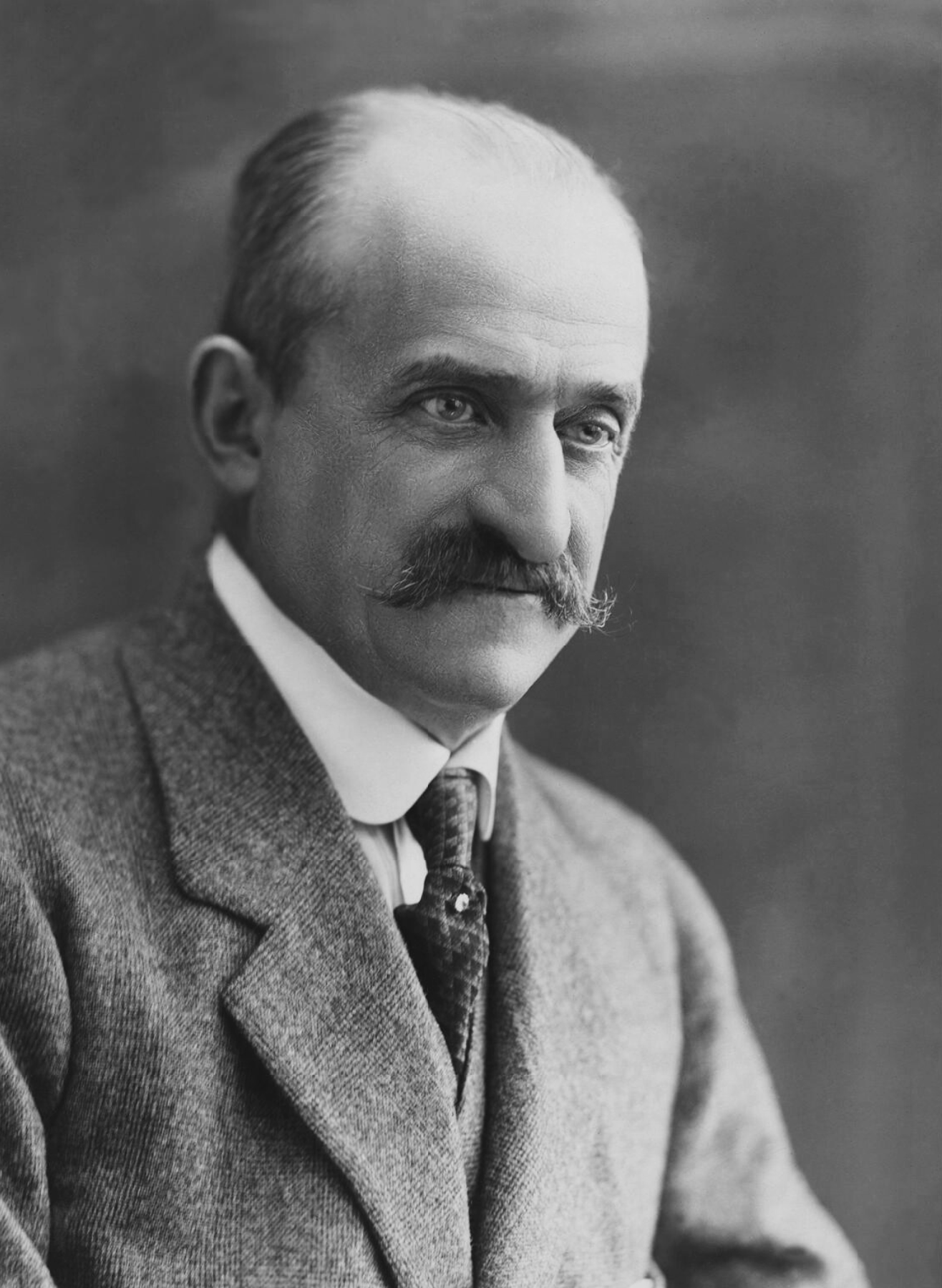
Álvaro Figueroa Torres

Álvaro de Figueroa y Torres-Sotomayor, graaf de Romanones (Madrid, 9 mei 1863 – Madrid, 11 oktober 1950) was een Spaans politicus. Hij was onder andere in de jaren tien eerste minister van zijn land.

## Levensloop

### Studies, afgevaardigde en burgemeester van Madrid
Hij was de zoon van de rijke grond- en mijnbezitter Ignacio de Figueroa y Mendieta, markgraaf de Villamejor. Figueroa volgde een studie rechtswetenschappen aan de Complutense Universiteit van Madrid. In 1884 studeerde hij af als gegradueerde. Vervolgens werd hij doctor in de rechtswetenschappen aan de Universiteit van Bologna. Toch werd hij niet actief als advocaat, maar werd hij actief in het familiebedrijf en later in de politiek.
Zijn politieke loopbaan begon toen hij met de steun van zijn schoonvader, minister en afgevaardigde Manuel Alonso Martínez, op 4 april 1886 verkozen werd tot afgevaardigde in het Congres van Afgevaardigden. Hij bleef dit tot en met 9 oktober 1933 en dit voor de Liberale Partij van Práxedes Mateo Sagasta.
Op 30 januari 1893 werd hij als graaf de Romanes in de adelstand verheven. Tevens was hij gemeenteraadslid en van 1894 tot 1895 en van 1897 tot 1899 burgemeester van Madrid.

### Minister en parlementsvoorzitter
Op 6 maart 1901 werd hij minister van Openbaar Onderwijs en Schone Kunsten in de laatste regering onder leiding van Sagasta. Hij bleef dit tot en met 6 december 1902. Als minister liet hij de loonbetaling van leraars in de staatsbegroting opnemen.
Op 23 juni 1905 benoemde Eugenio Montero Ríos tot minister van Landeconomie, Industrie, Handel en Openbare Werken en bleef dit tot en met 31 oktober 1905. Vervolgens werd hij in de regering van Segismundo Moret minister van Binnenlandse Zaken, wat hij was van 1 december 1905 tot en met 10 juni 1906.
Hoewel hijzelf ook katholiek was, was hij een tegenstander van de religieuze intolerantie en de invloed van de clerus. Dit leverde hem vaak kritiek van de religieuze autoriteiten op. Zijn houding tegenover de clerus liet hij ook duidelijk merken in zijn wet van het burgerlijk huwelijk, waarbij echtparen niet meer hun religieuze voorkeur moesten verklaren. Later werd hij ook een ondersteuner van de scheiding tussen kerk en staat, wat voor gespannen relaties met de Heilige Stoel zorgde.
Op 6 juli 1906 werd hij door José López Domínguez benoemd tot minister van Genadeverzoeken en Justitie, was hij bleef tot en met 30 november 1906. Vervolgens was hij tot en met 25 januari 1907 minister van Buitenlandse Zaken in de regering van Antonio Aguilar Correa. Van 1907 tot 1908 was hij tevens senator.
Op 9 februari 1910 werd hij minister van Openbaar Onderwijs en Schone Kunsten in de regering van José Canalejas. Op 10 juni 1910 nam hij al ontslag, waarna hij van 30 juni 1910 tot en met 18 november 1912 voorzitter van het Congres van Afgevaardigden werd.

### Premierschap
Op 14 november 1912 volgde Figueroa Torres Manuel García Prieto op als premier van Spanje, nadat die twee dagen premier was na de moord op José Canalejas die op 12 november 1912 plaatsvond. Hij bleef premier tot en met 27 oktober 1913. Tevens was hij van 24 mei tot en met 13 juni 1913 minister van Genadeverzoeken en Justitie. In 1913 werd hij tevens de voorzitter van de Liberale Partij. Als premier sloot hij met Frankrijk een verdrag over de politieke situatie van Marokko.
Tijdens de Eerste Wereldoorlog was hij van 9 december 1915 tot en met 19 april 1917 voor een tweede maal premier. Van 25 februari tot en met 30 april 1916 was hij tevens ad interim minister van Buitenlandse Zaken. Als premier voerde hij een pro-Franse politiek, wat hem in conflict bracht met Eduardo Dato (zijn voorganger als premier), die de voorstander was van een neutraliteitspolitiek, en met de Conservatieve Partij, die voorstander was van een pro-Duitse politiek. Als premier hield hij zich vooral bezig met buitenlandse zaken en aan de sociale problemen deed hij niets. De conservatieve oppositie deed wegens deze reden zijn regering vallen. In juli 1917 nam hij ontslag als voorzitter van de Liberale Partij.
Op 22 maart 1918 werd hij door Antonio Maura benoemd tot minister van Genadeverzoeken en van Justitie. Na een herschikking werd hij op 10 oktober 1918 opnieuw minister van Openbaar Onderwijs en Schone Kunsten en onder Manuel García Prieto werd hij op 9 november 1918 minister van Buitenlandse Zaken.
Op 5 december 1918 volgde hij García Prieto op als premier van Spanje en bleef tegelijkertijd minister van Buitenlandse Zaken. Zijn derde regering werd vooral gekenmerkt door autonomistische onrusten in Catalonië en arbeidsconflicten. Op 15 april 1919 moest hij aftreden wegens het decreet waarin stond dat arbeiders een werkdag van maximum acht uur mochten hebben. Hij werd opgevolgd door Antonio Maura.
Op 7 december 1922 werd hij onder García Prieto minister van Genadeverzoeken en Justitie en bleef dit tot en met 26 mei 1923, toen hij na een herschikking niet meer terugkeerde in de regering.
Op 13 mei 1923 werd hij verkozen tot senator en was van 22 mei tot en met 15 september 1923 Senaatsvoorzitter. Hij was daarmee de laatste Senaatsvoorzitter voor de militaire dictatuur van Miguel Primo de Rivera. Tijdens de zesjarige dictatuur van Primo de Rivera hield hij zich politiek vooral op de achtergrond. Op 24 juni 1926 was hij wel betrokken bij een staatsgreep tegen Primo de Rivera en hij moest daar een boete voor betalen. De volgende jaren bleef hij een vijand van de dictator.
Nadat Primo de Rivera afgetreden was, was hij van 18 februari tot en met 14 april 1931 minister van Buitenlandse Zaken in de regering van Juan Bautista Aznar Cabañas, de laatste regering onder koning Alfons XIII.

### Tweede Spaanse RepubliekenSpaanse Burgeroorlog
Toen de gemeenteraadsverkiezingen van 12 april 1931 een grote zege van de republikeinse krachten opleverden en het volk opriep om een republikeinse regering te vormen, trad Alfons XIII af als koning en verliet hij Spanje. Vervolgens voerde Figueroa Torres persoonlijke gesprekken met republikein Niceto Alcalá Zamora en diens revolutionaire comité om een vredevolle tijdelijke republikeinse overgangsregering te vormen zonder militaire interventies en met de garantie dat de koninklijke familie beschermd werd.
Tijdens de Tweede Spaanse Republiek oefende hij als afgevaardigde een belangrijke invloed uit, waarbij hij vooral de afgezette koning verdedigde.
Bij de militaire revolutie van 1936 nam hij niet deel en aan het begin van de Spaanse Burgeroorlog bevond hij zich in San Sebastián, vanwaar hij kort nadien met de steun van de Franse ambassadeur naar Frankrijk vluchtte. In 1937 keerde hij terug, waarna hij tot aan zijn dood geen politieke invloed meer uitoefende.

### Activiteiten als schrijver en ereambten
Figueroa Torres was eveneens actief als journalist en werd in 1903 de oprichter van het politieke dagblad "Diario Universal" alsook de heruitgever van "El Globo" en de mede-uitgever van "El Magisterio Español" en "El Heraldo de Madrid".
Tijdens de Tweede Spaanse Republiek schreef hij zijn memoires. Ook schreef hij biografieën van Baldomero Espartero, koning Amadeus I van Spanje en Maria Christina van Oostenrijk, alsook politieke boeken en essays.
Ook had hij meerdere ereambten en op 10 februari 1905 werd hij benoemd tot Real Academia de Bellas Artes de San Fernando, waar hij op 26 december 1910 de directeur van werd.
Op 25 april 1911 werd hij eveneens lid van de Real Academia de Ciencias Morales y Políticas en bleef dit tot aan zijn dood. Van 1920 tot 1922 was hij ook voorzitter van het Ateneode Madrid, waar hij vanaf 1887 eerste secretaris en van 1899 tot 1906 tweede ondervoorzitter was.
Op 12 juni 1942 werd hij tevens lid van de Real Academia de la Historia. Ook was hij lid van de Real Academia de Jurisprudencia y Legislación.
- Biblioteca Nacional de España: XX1181906
- Bibliothèque nationale de France: cb119302737 (data)
- Catàleg d'autoritats de noms i títols de Catalunya: 981058518467406706
- CiNii: DA08883700
- Gemeinsame Normdatei: 121377474
- International Standard Name Identifier: 0000 0001 0910 2247
- Library of Congress Control Number: n89623481
- Nationale Bibliotheek van Israël: 987007278931205171
- Nederlandse Thesaurus van Auteursnamen: 089933567
- Système universitaire de documentation: 027211215
- Virtual International Authority File: 66475313
- WorldCat: E39PBJgRPfpwV9bwvHWqVTF9Xd

1. ↑  Antón del Olmet, Luis, Robarts - University of Toronto (1922). Romanones; libro que resume la vida interesante, racial, de este sagaz, demócrata e insigne político español. Madrid, Pueyo.